# Хота

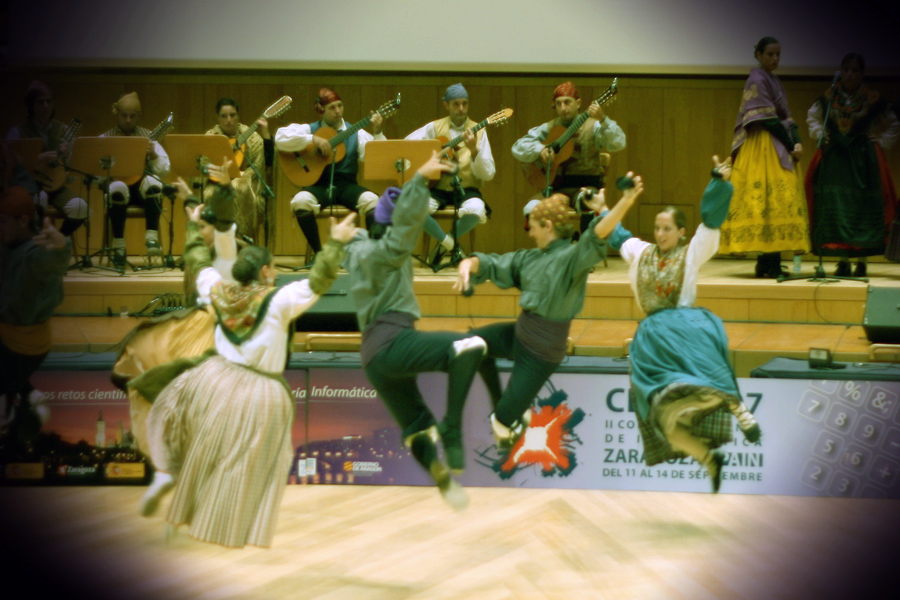
Арагонські танцюристи хоти

Хо́та (ісп. і кат. jota «жо́та») — іспанський і каталонський народний танець з тридольним музичним розміром.
Музичний розмір хоти — 3/4 або 3/8. Виконується у дуже швидкому темпі. Хореографічно танець насичений підстрибування і підскоками.     
Виконання хоти супроджується грою на гітарі, мандоліні, кастаньєтах тощо. 
Хота, імовірно, походить з Арагону. Її виконання відрізняється в залежності від регіону, відтак виділяють хоту валенсійську, арагонську, кастильську, кантабрійську, наварську, астурійську, галісійську, мурсійську тощо. Щодо назви, то вона походить зі староіспанського слова xota, яке імовірно є арабізованим salto «стрибок» — šáwta.  
Деякі композитори-неіспанці написали музичні твори на основі хоти:
- французький композитор Жорж Бізе написав вступ до четвертої дії опери «Кармен» Арагонез у формі хоти.
- російський композитор Михайло Глінка після мандрівки Іспанією написав п'єсу «Арагонська хота».
- угорський композитор і піаніст Ференц Ліст написав хоту для фортепіано.
- французький композитор Сен-Санс і російський композитор Блакірєв написали концерти для оркестру на тему хоти.

## Джерело
- Українська радянська енциклопедія : у 12 т. / гол. ред. М. П. Бажан ; редкол.: О. К. Антонов та ін. — 2-ге вид. — К. : Головна редакція УРЕ, 1974–1985.. Т.12, К., 1985, стор. 173